# Dictionnaire de la droite
Le Dictionnaire de la droite, est un ouvrage de référence sur la vie politique française, publié en mars 2007 sous la direction de Xavier Jardin. Malgré son titre générique, ce dictionnaire s'intéresse essentiellement à la droite française et contemporaine. Il a été rédigé par une équipe de spécialistes (historiens et sociologues français) composée de Frédéric Fogacci, de Florence Haegel et de Nicolas Sauger.
Pour inaugurer sa collection « À présent », les éditions Larousse faisaient également paraître trois autres dictionnaires complémentaires :
- Dictionnaire de la gauche, Hélène Hatzfeld (dir.)
- Dictionnaire de l'extrême droite, Erwan Lecœur (dir.)
- Dictionnaire de l'extrême gauche, Serge Cosseron (dir.).

## Notice bibliographique
- Xavier Jardin (dir.), Dictionnaire de la droite, Paris, Larousse, « À présent », 2007.  (ISBN 2035826179)